# 김두일 (법조인)

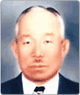
김두일

김두일(金斗一, 일본식 이름: 平川斗一히라카와 도이치 , 1898년 3월 30일 ~ ?)은 일제강점기부터 활동한 법조인으로, 대한민국의 대법관을 지냈다. 1957년 김병로 대법원장의 정년 퇴임 후 수석대법관으로 대법원장 직무대리를 지내기도 했다.

## 생애
출신지는 평안남도이다. 니혼 대학 전문부 법률과를 졸업한 뒤 1923년 수안공립보통학교 훈도(교사)가 되었으나 다시 판임관 공채시험에 응시하여 합격, 1925년 평양지방법원 판임관견습이 되었다. 1925년 평양상수공립보통학교 훈도, 1926년 평양지방법원 진남포지청 서기과 법원서기, 1928년 평양지방법원 서기과 법원서기, 1930년 평양복심법원 서기가 되고, 1933년 함경남도 청진지방법원 판사가 되면서 조선총독부 판사가 되어 법조인으로 활동했다. 일제 강점기 후반 동안 청진지방법원과 광주지방법원 장흥지청 등에서 판사로 근무했다. 일본 정부로부터 서보장을 수여받기도 했다.
대한민국 정부 수립 후에도 춘천지방검찰청 청장과 특별재판부 재판관 등을 지냈으며, 제1공화국에서 대법관에 임명되었다. 헌법위원회 위원, 1957년 김병로 대법원장의 정년 퇴임 후 수석대법관으로 대법원장 직무대리를 지내기도 했다. 1958년 중앙선거관리위원회 위원장 등을 역임하였고, 대법관 퇴임 후에는 변호사를 개업해 활동했다. 1967년까지 생존해 있었다.
대법관으로 재임 중이던 1958년에 중앙선거관리위원회 위원장으로 임명되었는데, 이때 정치적 압력을 거부한다고 선언하고 이승만도 중립을 강조하는 등 겉으로는 공명선거 분위기를 조성했다. 그러나 1960년 3·15 부정선거를 방관하고, 선거 직후 당선자인 이승만에게 축하 메시지를 전하고 부정선거 의혹 주장을 일축하는 담화를 발표하는 등 이승만 정부의 부정선거 뒷수습에 협조했다.
부정선거로 인해 촉발된 4·19 혁명이 성공한 뒤 대법관직에서 사임할 뜻을 표명했으나, 사표 수리 대신 해임 처분을 당했다. 3·15 부정선거의 득표율 조작에 김두일도 관련되어 있다는 혐의가 있어 수사 대상자로 꼽히기도 했다.
2008년 민족문제연구소가 친일인명사전에 수록하기 위해 정리한 친일인명사전 수록예정자 명단의 사법 부문에 선정되었으며 2009년 친일반민족행위진상규명위원회가 발표한 친일반민족행위 705인 명단에도 포함되었다.

## 같이 보기
- 3·15 부정선거
- 대한민국의 대법원장

## 참고자료
- 김두일(金斗一) - 국사편찬위원회